# Krukówka (województwo lubelskie)
Krukówka – wieś w Polsce położona w województwie lubelskim, w powiecie ryckim, w gminie Stężyca.
W latach 1975–1998 miejscowość należała administracyjnie do ówczesnego województwa lubelskiego.
Wieś jest sołectwem w gminie Stężyca. Według Narodowego Spisu Powszechnego z roku 2011 wieś liczyła 58 mieszkańców.
Wierni Kościoła rzymskokatolickiego należą do parafii św. Marcina w Stężycy.

## Części wsi
| SIMC    | Nazwa    | Rodzaj    |
| ------- | -------- | --------- |
| 0391510 | Borowina | część wsi |
| 0391526 | Plebanka | część wsi |

## Historia
Krukówka w wieku XIX stanowiła wieś w ówczesnym powiecie nowoaleksandryjskim, gminie Irena, parafii Bobrowniki. Jest to według noty słownika kolonia w obrębie dóbr dęblińskioh, należąca prawem emfiteutycznym do Gutowskich. „W 1864 roku uwłaszczono w niej 85 mórg i 72 pręty ogólnej przestrzeni”.